# Тарвизио
Тарвизио (итал. Tarvisio) или Трбиж (словен. Trbiž) или Тарвис (фурл. Tarvis) насеље је у Италији у округу Удине, региону Фурланија-Јулијска крајина.
Према процени из 2008. у насељу је живело 4.916 становника. Насеље се налази на надморској висини од 732 м.

## Становништво
Према резултатима пописа становништва 2011. у општини је живело 4.577 становника.
| 1936. | 1951. | 1961. | 1971. | 1981. | 1991. | 2001. | 2011. |
| ----- | ----- | ----- | ----- | ----- | ----- | ----- | ----- |
| 6.253 | 6.438 | 6.845 | 6.468 | 5.985 | 5.961 | 5.071 | 4.577 |

## Партнерски градови
- Сентготард